# San Antonio Sacatepéquez
San Antonio Sacatepéquez è un comune del Guatemala facente parte del dipartimento di San Marcos.